# Єржан Нуримбет
Єржан Нуримбет (нар. 17 січня 1976, Казахська РСР) — казахський актор, знімався в кількох українських стрічках.

## Біографія
Народився 17 січня 1976 року в Казахській РСР.
У 2000 році закінчив Міжнародний казахсько-турецький університет ім. Яссауї, спеціальність "актор драматичного театру".
Із 2007 року працює актором Казахського драматичного театру ім. К.Куанишбаєва (Астана).
Знімався в двох українських фільмах — у Сторожовій заставі (2017), де грав половецького хана Андака і в Захарі Беркуті (2019).